# Athletic Club 2006-2007
La pagina racchiude la rosa dell'Athletic Club nella stagione 2006-07

## Rosa
| N. |                   | Ruolo | Calciatore          |
| -- | ----------------- | ----- | ------------------- |
| 1  | Spagna (bandiera) | P     | Iñaki Lafuente      |
| 2  | Spagna (bandiera) | D     | Unai Expósito       |
| 3  | Spagna (bandiera) | D     | Javier Casas        |
| 4  | Spagna (bandiera) | D     | Ustaritz            |
| 5  | Spagna (bandiera) | D     | Fernando Amorebieta |
| 6  | Spagna (bandiera) | D     | Josu Sarriegi       |
| 7  | Spagna (bandiera) | C     | Tiko                |
| 8  | Spagna (bandiera) | C     | Joseba Garmendia    |
| 9  | Spagna (bandiera) | A     | Fernando Llorente   |
| 10 | Spagna (bandiera) | C     | Francisco Yeste     |
| 11 | Spagna (bandiera) | C     | Igor Gabilondo      |
| 12 | Spagna (bandiera) | D     | Iban Zubiaurre      |
| 13 | Spagna (bandiera) | P     | Daniel Aranzubía    |
| 14 | Spagna (bandiera) | D     | Luis Prieto         |

| N. |                    | Ruolo | Calciatore        |
| -- | ------------------ | ----- | ----------------- |
| 15 | Spagna (bandiera)  | D     | Andoni Iraola     |
| 16 | Spagna (bandiera)  | C     | Javi González     |
| 16 | Spagna (bandiera)  | C     | Pablo Orbaiz      |
| 17 | Spagna (bandiera)  | A     | Joseba Etxeberria |
| 18 | Spagna (bandiera)  | D     | Carlos Gurpegi    |
| 19 | Spagna (bandiera)  | D     | Ander Murillo     |
| 20 | Spagna (bandiera)  | A     | Ismael Urzaiz     |
| 21 | Spagna (bandiera)  | A     | Mikel Dañobeitia  |
| 22 | Messico (bandiera) | C     | Javier Iturriaga  |
| 23 | Spagna (bandiera)  | A     | Aritz Aduriz      |
| 24 | Spagna (bandiera)  | C     | Javi Martínez     |
| 25 | Spagna (bandiera)  | P     | Unai Alba         |
| 29 | Spagna (bandiera)  | A     | Beñat Etxebarria  |
| 45 | Spagna (bandiera)  | C     | Gaizka Bergara    |

### Staff tecnico
- Allenatore:  Félix Sarriugarte, esonerato alla 12ª giornata, a cui subentra  Manè

Come da politica societaria la squadra è composta interamente da giocatori nati in una delle sette province di Euskal Herria o cresciuti calcisticamente nel vivaio di società basche.

### Statistiche
- 38: Yeste
- 36: Sarriegi
- 35: Iraola, J.Martínez
- 34: Murillo, Aduriz
- 33: Gabilondo, Urzaiz
- 31: Expósito
- 28: Aranzubia, Etxeberria
- 27: Amorebieta
- 23: Llorente
- 19: Casas, Prieto
- 16: Garmendia
- 12: Ustaritz
- 11: Lafuente, Javi González
- 9: Orbaiz
- 5: Tiko
- 4: Dañobeitia, Iturriaga
- 1: Zubiaurre, Beñat, Bergara
- 0: Gurpegi, Alba

- 9: Aduriz
- 8: Urzaiz
- 5: Yeste, Iraola
- 3: Gabilondo, Etxeberria, J.Martínez
- 2: Llorente, Prieto,
- 1: Garmendia, Murillo

## Vittorie e piazzamenti
- Primera División: È una delle peggiori stagioni dell'Athletic Club, che vede i rojiblancos alternarsi tra zona retrocessione e zona salvezza. I bilbaini riescono a salvarsi solo all'ultima giornata vincendo 2-0 in casa contro il Levante già salvo.
- Copa del Rey: Vengono eliminati direttamente ai sedicesimi di finale dal Mallorca. Entrambe le partite finiscono 1-1, ma al ritorno, in casa del Mallorca, l'Athletic Club subisce il gol della disfatta ai tempi supplementari.